# Abutilon nobile
Abutilon nobile är en malvaväxtart som beskrevs av Karel Domin. Abutilon nobile ingår i släktet klockmalvor, och familjen malvaväxter. Inga underarter finns listade i Catalogue of Life.